# Adventures In Your Own Backyard (album)
Albums de Patrick Watson
Wooden Arms
(2009) Love Songs for Robots
(2015)
Singles de Patrick Watson
Sit Down Beside Me,
Je te laisserai des mots
(2010)
Singles
1. Into Giants
Sortie : 25 janvier 2012

Adventures In Your Own Backyard est le quatrième album studio de Patrick Watson et de son groupe de rock indépendant canadien, sorti le 17 avril 2012 sous les labels Domino Records et Secret City Records.
Très bien accueilli par la critique, l'album se démarque de son prédécesseur, Wooden Arms, par son côté plus simpliste et émotionnel.

## Contexte et production

### Enregistrement
L'enregistrement d'Adventures In Your Own Backyard commence en 2011 dans un home studio situé à côté de l'appartement de Watson, dans le quartier du Plateau-Mont-Royal à Montréal. Ce choix est dû a la volonté du groupe de revenir à sa source, dans leur ville natale, pour éviter le stress de l'enregistrement dans un studio professionnel et pour permettre à Watson de s'occuper de ses deux enfants entre les sessions. Selon le batteur Robbie Kuster, cet environnement détendu leur a permis d'exploiter au maximum leur créativité dans l'écriture et l'enregistrement des mélodies.
Les cordes et cuivres sont enregistrés à l'église Saint-Jean-Baptiste de Montréal ainsi qu'à la « Pierre Marchand's Barn » à Mille-Isles.

### Tonalités
L'album marque le « terme d'un cycle », selon les mots de Watson, ainsi que le changement subtil des inspirations du groupe, qui se détache de sonorités expérimentales au profil de mélodies plus simples, traditionnelles et intimes. Dans Adventures In Your Own Backyard, c'est avant tout l'émotion ressentie qui est mise en avant plutôt que les matériaux mis à contribution pour la création de la mélodie.

### Titre
Le titre de l'album reflète cette intimité familière : l'arrière-cour représente l'exotisme que l'on peut retrouver chez soi, mais aussi la dimension cachée et implicite de nos vies, ce qui circule au sein de nos esprits, de l'environnement privé, des relations intimes et de l'imaginaire. Dans une interview donnée au Montreal Mirror en 2012, Patrick Watson explique la signification du titre de cette façon :
« Nous l'avons enregistré dans notre arrière-cour, donc il y a cet aspect, mais pour moi, l'arrière-cour signifie les gens que vous avez derrière la tête, pas l'endroit où vous avez vos barbecues. Tout le monde a sa propre définition de ce que signifie un jardin, et je pense aussi qu'après avoir vu tant de choses en voyageant, c'était exotique de rentrer à la maison et de prêter attention aux détails de l'endroit où nous vivons. »,

## Sortie de l'album
Bien que mentionné dès 2011, l'album Adventures In Your Own Backyard est officiellement annoncé le 25 janvier 2012, avec sa date de sortie, sa liste de morceaux et ses dates de tournées. L'album sort finalement le 17 avril 2012. Les concerts qui suivent sa parution se veulent « moins chargé et plus cohésif », avec notamment la réduction de l'orchestre d'accompagnement, pour laisser une plus grande expression du groupe et conserver une intimité, un minimalisme et une proximité avec le public.
Le clip pour le single Into Giants est réalisé par Brigitte Henry, collaboratrice de longue date de Watson, et sort le 24 avril 2012.

## Liste des titres
| 1.    | Lighthouse                                  | 4:46 |
| 2.    | Blackwind                                   | 3:54 |
| 3.    | Step Out for a While                        | 4:03 |
| 4.    | The Quiet Crowd                             | 3:56 |
| 5.    | Into Giants                                 | 4:28 |
| 6.    | Morning Sheets                              | 3:24 |
| 7.    | Words in the Fire                           | 3:53 |
| 8.    | The Things You Do                           | 3:58 |
| 9.    | Strange Crooked Road                        | 3:43 |
| 10.   | Noisy Sunday                                | 4:01 |
| 11.   | Adventures In Your Own Backyard             | 4:51 |
| 12.   | Swimming Pools                              | 2:54 |
| 13.   | The Things We Do (Titre bonus iTunes Store) | 4:44 |
| 47:51 |                                             |      |

## Réception

### Critique
Adventures In Your Own Backyard reçoit des retours très positifs de la part des critiques. Sur Metacritic, l'album se voit attribuer une note moyenne de 71 sur 100, sur la base de 18 critiques.
Sur la revue Sputnikmusic, qui attribue à l'album une note de 4.5 sur 5, un membre du site le décrit comme « un rêve merveilleux dont vous ne voudrez plus vous réveiller. »,
Sur le site québécois Le Canal Auditif, l'album reçoit une note de 7,5 sur 10. Stéphane Deslauriers observe dans les chansons une « simplicité désarmante » qui amène l'auditeur dans un « état méditatif » : il en fait l'éloge en affirmant avoir été « complètement absorbé par ces pièces portant une signature musicale affirmée et forte. »
Émilie Côté pour La Presse encense un disque « qui respire la vie » et qui exprime « ce que devrait être la musique. »
Sur le journal Voir, Olivier Robillard-Laveaux considère Adventures In Your Own Backyard comme « un disque magnifique » et « une réussite à tous les égards », qui donne l'impression de « pénétrer dans un univers onirique, romantique et juste assez sombre pour demeurer mystérieux, jamais fleur bleue. Quelque chose d’unique. »
Dave Simpson pour The Guardian en fait une critique un peu plus mitigée, qui blâme une « pénurie de chansons fortes » d'un album qui « ne porte pas assez de coups mortels. »,

### Nomination
L'album a été nommé dans la liste longue du Prix de musique Polaris 2012.

## Crédits
Crédits par livret.

### Membres du groupe
- Patrick Watson : voix, piano, mellotron
- Robbie Kuster : tambours, marimba, steel-drum
- Mishka Stein : basse, guitare

### Invités
Chant
- Erika Angell (Into Giants)

Mommies on the run (instruments à corde)
- Mélanie Bélair : violon
- Mélanie Vaugeois : violon
- Ligia Paquin : alto
- Bojana Milinov : alto
- Annie Gadbois : violoncelle

Instruments à cuivre et à vent
- David Carbonneau : trompette
- Jocelyn Veilleux : cor d'harmonie
- Benjamin Raymond : trompette, piccolo (solos)
- Maude Lussier : cor d'harmonie
- Jean-Sébastien Vachon : trombone basse

### Équipes techniques et production
- Ingénieur du son : Rob Heany et Patrick Watson
- Mixage : Rob Heany et Patrick Watson
- Ingénieurs du son (assistants) : Montana Martin Iles et Sylvaine Arnaud
- Mastering : Harris Neuman
- Design graphique de l'album : Tarik Mikou
- Photographie : Brigitte Henry